# Opeth
Opeth er et svensk progressivt dødsmetalband, dannet i 1990 af sangeren David Isberg. Bandet har gennem årene haft en række forskellige medlemmer, men sanger, guitarist og sangskriver Mikael Åkerfeldt har været bandets drivkraft, siden han kom med i bandet kort efter dets dannelse.
Selvom bandet oprindeligt opstod i det skandinaviske dødsmetalmiljø og havde som mål at være "det ondeste band i verden", er det hovedsageligt blevet kendt for sin særprægede blanding af akustiske guitarer og forskellige progressive elementer. Således blander bandet progressiv musik, folkemusik og blues i de typisk lange numre, som ofte omfatter flere dynamiske skift i musikken; herunder en kendetegnende blanding af growl og ren sang. Mikael Åkerfeldt har dog på de seneste albums foretrukket udelukkende ren sang, men live spiller de normalt også ældre sange.
Navnet Opeth stammer fra romanen Sunbird af Wilbur Smith og var oprindeligt stavet "Opet". I romanen er Opet navnet på en ældgammel ægyptisk by.
Opeth har udgivet ni studiealbum, to livealbum, to boksudgivelser og to dvd'er. Detbutalbummet Orchid blev udgivet i 1995, men bandet fik først kommerciel succes med udgivelsen af Damnation i 2003.

## Biografi

### Bandets dannelse og medlemsrokade (1990 – 1992)
Opeth blev oprindeligt dannet som et dødsmetalband i 1990 i Stockholm af vokalisten David Isberg. Denne inviterede det tidligere medlem af Eruption, Mikael Åkerfeldt, som Isberg havde kendt i flere år, med i bandet som bassist. En dag tog Isberg Åkerfeldt med til bandets øvelokale, uden at nogen af de andre bandmedlemmer vidste, at han ville komme. Opeth havde på det tidspunkt allerede en bassist, og de andre medlemmer foretrak den anden bassist frem for Åkerfeldt. Der opstod et skænderi blandt medlemmerne, som endte med, at de andre bandmedlemmer forlod Isberg og Åkerfeldt og stiftede i stedet deres eget band under nyt navn. Isberg og Åkerfeldt fortsatte i Opeth; nu med Åkerfeldt som guitarist.
Isberg og Åkerfeldt beholdt navnet Opeth og inviterede Nordin og Döring fra det hedengangne Eruption med i bandet som hhv. trommeslager og bassist. Samtidig fandt de Andreas Dimeo som andenguitarist.
Opeth øvede noget tid med denne medlemsopstilling, og med Isberg som primus motor fik bandet afholdt deres første koncert i februar 1991. Koncerten gik dog meget dårligt, da bandmedlemmerne var alt for nervøse. Kort tid efter forlod både Döring og Dimeo bandet, grundet utilfredshed med dets fremgang, så Opeth igen manglede både bassist og andenguitarist.
Da bandet fik en aftale om en ny stor koncert, hvor de blandt andet ville spille på samme scene som At The Gates og Therion, begyndte de tre medlemmer at lede efter nogen, som kunne tage over efter Döring og Dimeo. Valget faldt på de to musikere Johan DeFarfalla og Kim Pettersson, som gik med til at hjælpe Opeth til koncerten. I modsætning til deres første koncert, forløb denne koncert meget vellykket. DeFarfalla forlod dog hurtigt bandet igen og tog hjem til Stockholm, men Pettersson gik med til at spille endnu en koncert med Opeth.
Samme år udgav Opeth også en demo, der dog ikke fik nogen pladeselskaber til at vise interesse.
Omkring samme tid som bandets anden koncert fandt sted, begyndte sangskriveren Åkerfeldt for første gang at eksperimentere med dele af det, som senere skulle komme til at kendetegne Opeths musikstil; nemlig de harmoniske passager, brugen af akustiske guitarer og andre elementer, som ikke normalt optræder i heavy metal.
Gennem sin kæreste lærte Åkerfeldt i 1991 Peter Lindgren at kende. Lindgren spillede selv guitar, dog mest for sjov. Han blev interesseret i Opeth og takkede ja til Åkerfeldts invitation til at komme med i bandet som bassist.
Efter endnu et par koncerter forlod Kim Pettersson bandet, og "hullet", han efterlod, fyldte Lindgren op, der skiftede position til andenguitarist. I starten af 1992 forlod forsanger David Isberg bandet, ifølge Åkerfeldt fordi han havde mistet interessen. Åkerfeldt overtog selv vokalistrollen efter Isberg og i den følgende tid øvede bandet som en trio bestående af Åkerfeldt, Lindgren og Nordin.

### Første albumudgivelser (1992 – 1996)
Med Åkerfeldt i spidsen som forsanger og sangskriver sammen med Lindgren begyndte bandets musikalske stil i højere grad end tidligere at ændre sig henimod bandets karakteristiske lyd; der blev fokuseret mindre på hurtige trommer og den aggression, der typisk kendetegner dødsmetal, og de indarbejdede akustiske guitarer og guitarharmonier.
Senere i 1992 hyrede bandet Stefan Guteklint som bassist, og bandet indspillede et nyt demoalbum, som de kaldte Apostle in Triumph. Albummet blev dog aldrig udgivet, men kun sendt rundt til diverse pladeselskaber. Dette album fik Candlelight Records til at tage kontakt til bandet, og de forhandlede sig frem til en pladekontrakt.
Efterfølgende blev Guteklint dog fyret som bassist. I stedet fik gruppen igen fat på Johan DeFarfalla, som oprindeligt vendte tilbage som midlertidig musiker, men endte som fuldgyldigt medlem af Opeth.
Med denne medlemsopstilling kunne bandet nu gå i studiet med produceren Dan Swanö i april 1994 og indspille deres debutalbum, som fik titlen Orchid. Albummet blev på grund af distributionsproblemer først udgivet 15. maj 1995 og kun i Europa. Albummet, som var på grænsen til det, der normalt kaldtes dødsmetal, og indeholdt en blanding af dødsmetal og progressiv metal havde flere meget lange numre – fire af de syv sange varede mere end 10 minutter hver. Allmusic kaldte Orchid "genial", "overraskende unik" og "en mere end legendarisk prog/death-monstrøsitet med lige dele skønhed og brutalitet".
Efter en række koncerter i Skandinavien og Storbritannien, hvor de blandt andet spillede med Impaled Nazarene og Ved Buens Ende, vendte bandet i marts 1996 tilbage til studiet, igen med Dan Swanö, for at indspille opfølgeren til Orchid. Det resulterede i Morningrise, som blev udgivet i Europa 24. juni samme år. Dette album blev bedre modtaget end sin forgænger og gjorde Opeth til "et navn" inden for metalmiljøet. Morningrise varede 66 minutter og indeholdt blot fem sange; blandt disse Opeths længste sang, "Black Rose Immortal", som varer godt 20 minutter.
Som reklame for albummet turnerede Opeth i England og Skandinavien; på denne turné var de støtteband for Cradle of Filth, og det lykkedes dem at tiltrække pladeselskabet Century Medias interesse, hvorefter selskabet kom til at stå for udgivelsen af bandets to første internationale album.

### Nordin forlader bandet ogMy Arms, Your Hearseudgives (1996 – 1997)
Da Europaturnéen var færdiggjort, blev DeFarfalla af personlige årsager smidt ud af bandet. Nordin, som ikke havde samtykket i at smide DeFarfalla ud, og som på det tidspunkt var på ferie i Brasilien, besluttede sig for at forlade bandet og blive i Brasilien. Dette tog hårdt på Åkerfeldt, og Opeth gik for en tid helt i opløsning.
Efter noget tid besluttede Åkerfeldt og Lindgren sig dog for at fortsætte med bandet, og de begyndte aktivt at efterlyse en ny trommeslager samt en ny bassist. Bandet blev snart efter kontaktet af Martin Lopez, som de hyrede som trommeslager. Lopez gjorde sin debut i bandet på en coverversion af Iron Maidens "Remember Tomorrow", som er at finde på albummet A Call to Irons: A Tribute to Iron Maiden.
Lopez' ven Martin Mendez blev indlemmet i bandet som bassist, hvormed det igen opnåede en fuldendt besætning, og kort tid efter, i august 1997, gik bandet, denne gang med et større budget fra Century Media, i studiet og indspillede deres næste album, My Arms, Your Hearse, som blev udgivet et år senere. Da de ikke kunne nå at afprøve Mendez inden indspilningen, tog Åkerfeldt sig dog selv af bassen på albummet, der blev produceret af Fredrik Nordström i Studio Fredman. Åkerfeldt har selv kaldt My Arms, Your Hearse for det måske bedste Opethalbum, og albummet blev da også godt modtaget i offentligheden; med denne første internationale udgivelse nåede bandet ud til et større publikum end tidligere. Udgivelsen markerede desuden et skift i bandets lyd, hvor der blev fokuseret mindre på guitarharmonier og mere på riff inspireret af progressiv metal. Efter My Arms, Your Hearse var blevet indspillet, brød bandet med sit pladeselskab Candlelight, da Lee Barrett, deres kontaktperson på pladeselskabet og ven af bandet, solgte sine aktier og sagde op. I stedet skrev de kontrakt med det britiske pladeselskab Peaceville Records, hvis udgivelser distribueredes af Music for Nations.

### Gennembrud og succes (1999 – 2001)
I april-maj 1999 gik Opeth i gang med at indspille deres næste album, Still Life. Bandet reserverede igen tid i Studio Fredman for at arbejde på albummet, men indspilningen blev forsinket, da studiet blev flyttet. På grund af tidsbegrænsninger kunne bandet kun øve to gange inden indspilningen. Med yderligere forsinkelser i forbindelse med designet af albummets omslag, blev udgivelsen skubbet yderligere, og albummet udkom 18. oktober 1999. På grund af problemer med det nye distributionsnetværk udkom det dog ikke i USA før februar 2001. Still Life var det første album med Mendez på bas og det første album, hvis omslag ved udgivelsen indeholdt andet end blot et billede; herunder bandets logo. Still Life er, ligesom My Arms, Your Hearse var det, et konceptalbum, som Åkerfeldt har forklaret: "Hovedpersonen er bandlyst fra sin hjemby, fordi han ikke har samme tro som resten af dens indbyggere. Albummet begynder med, at han kommer tilbage efter flere år for at genforenes med sin gamle "babe". [...] De store ledere i byen ved, at han er tilbage. En række dårlige ting begynder at ske."
Ved årtusindeskiftet skiftede bandet pladeselskab endnu engang og optrådte til et par koncerter. Åkerfeldt fik en aftale i hus med produceren og musikeren Steven Wilson, fra Porcupine Tree, som gik med til at komme til Sverige for at producere bandets næste album. Bandet gik igen i studiet med minimal øvelse og uden sangtekster. "Denne gang var det svært", sagde Åkerfeldt. "Jeg føler mig dog på en behagelig måde overvældet af resultatet. Det var virkelig arbejdet værd". Wilson pressede bandet til at udvide dets lyd med nye effekter og produktionsteknikker. "Steve guidede os ind i domænet af 'underlige' lyde til guitar og sang", udtalte Åkerfeldt senere.
Resultatet blev udgivet 21. februar 2001 og hed Blackwater Park. Albummet blev en massiv succes både kommercielt og anmeldermæssigt.
Opeth blev pludselig et af de mest efterspurgte bands i branchen, og de blev tilbudt flere turnéer og koncerter. Udgivelsen af Blackwater Park banede også vejen for bandets første turné i USA, snart efterfulgt af en Europaturné, og bandet optrådte blandt andet Wacken Open Air. Midt under Europaturnéen fandt Opeth også en ny manager, Andy Farrow.

### DeliveranceogDamnation(2002 – 2004)
Da bandet efter sin turné kunne koncentrere sig om fremtidige album, var Åkerfeldt i det dilemma, at han gerne ville skrive noget mere "heavy" musik, men omvendt allerede havde noget mere stille materiale, som han ikke ville lade gå til spilde. Det endte med idéen om at indspille to separate album: et heavy, Deliverance, og et blødt, Damnation. For at få pladeselskabet til at acceptere dette eksperiment, måtte Opeth dog sige, at det ikke ville koste mere end et enkelt album – hvilket resulterede i, at bandet kun fik så mange penge som normalt er nok til at lave et enkelt album.
Opeth fortsatte dog ufortrødent, og i september 2002 var indspilningerne, igen produceret af Steven Wilson, færdige. Åkerfeldt har kaldt optagelsen "den hårdeste prøve i vores historie" med presset om at færdiggøre begge album på samme tid. Ifølge Åkerfeldt selv var specielt Deliverance så elendigt indspillet, at det kun var takket være Andy Sneap, som miksede albummet, at det blev til noget, der var værd at lytte til. Efter en enkelt koncert i Stockholm tog Åkerfeldt tilbage til England for at indspille vokalen til Damnation i Steven Wilsons No Man's Land Studios. Deliverance blev udgivet 4. november 2002 og blev Opeths første optræden på de amerikanske musikhitlister. I en anmeldelse af udgivelsen, skrev Allmusic: "Deliverance er alt i alt mere subtil end dets forgængere og nærmer sig lytterne med uforglemmelige nuancer og mesterlig dynamik snarere end at overvælde dem med lutter masse og kompleksitet."
Da det "stille" album Damnation udkom den 14. april 2003 blev albummet godt modtaget. Anmeldere og andre var forbløffede over udgivelsen af det første Opethalbum, der ikke engang kunne kaldes metal. Det var i stedet musikalsk i nærheden af progressiv rock fra 1970'erne.
Som reklame for udgivelserne tog bandet på sin hidtil største turné og spillede næsten 200 koncerter i Nordamerika, Europa og Australien i 2003 og 2004. Opeth spillede tre specielle koncerter i Europa med to sanglister; en primært heavy og en hvor der brugtes akustiske guitarer. På turnéen spillede Per Wiberg keyboard og blev siden hen også fast medlem i bandet. Opeth optog sin første dvd, Lamentations, på Shepherd's Bush Empire i London. Dvd'en indeholder en koncert på to timer, som indeholder hele Damnation såvel som flere sange fra Deliverance og Blackwater Park og en dokumentar om optagelsen af Deliverance og Damnation. Bandet havde kort tid efter den sidste Europaturné sin første skandinaviske turné, som gik igennem Danmark, Sverige, Norge og Finland.
Efter en koncert i Oslo hvilede Mendez og Lopez i Opeths turnébus, da der pludselig var skyderi omkring dem. Det viste sig at en posttransport var blevet røvet, og røverne gemte sig bag bussen under ildkampen med politiet. Denne episode bragte Opeth i aviserne under overskriften "Rockstjerner i ildkamp".
Opeth skulle som det første band i sin genre spille en koncert i Jordan. Koncerten ville blive uden mandskab på grund af frygten for terroristangreb i Mellemøsten. Opeths turnémanager distribuerede 6.000 billetter til koncerten, men før bandet nåede at tage af sted, meddelte Lopez, at han havde et angstanfald og ikke kunne optræde, hvorfor bandet måtte aflyse koncerten.
I begyndelsen af 2004 fortsatte bandet med en ny turné for Deliverance, Damnation og deres nye dvd, Lamentations. Lopez' angstanfald var dog taget til i styrke, og han blev nødt til at tage hjem fra turnéen.
Uden Lopez var bandet i vildrede, men endte med at ringe til Gene Hoglan (fra Dark Angel, Death og Strapping Young Lad). Hoglan accepterede omgående og lærte hurtigt at spille nogle af Opeths sange.
Senere på turnéen vendte Lopez tilbage, og Hoglan kunne vende tilbage til Strapping Young Lad.

### Ghost Reveries(2004 – 2005)
Da Opeth endelig vendte hjem efter en lang periode med verdensturnéer, begyndte Åkerfeldt at skrive nyt materiale; denne gang også til keyboard, da Wiberg var blevet fast medlem af Opeth. Musikken var færdigskrevet sidst i 2004, og for første gang siden indspilningen af My Arms, Your Hearse havde bandet god tid til både at færdiggøre sangene og til at gennemspille dem.
Albummet blev optaget i Fascination Street Studios i Örebro i Sverige fra den 18. marts til den 1. juni i 2005. Åkerfeldt fandt på titlerne "Ghost Reveries" og "Ghost Letters" til albummet, men besluttede sig til sidst for Ghost Reveries, da det lød "sejest".
Oprindeligt havde Åkerfeldt besluttet sig for, at albummet skulle være et konceptalbum om det okkulte, men endte dog med at droppe denne ide. Visse numre på albummet vidner dog stadig om ideen.
Indspilningen af albummet blev færdiggjort i juni måned, men bandet stod nu over for et nyt problem, idet det pladeselskab, de hidtil havde haft kontrakt med, Music For Nations, var blevet lukket ned i 2004, og Opeth derfor nu reelt set stod uden nogen kontrakt. Åkerfeldt, Lindgren og bandets manager begyndte nu aktivt at lede efter nye pladeselskaber. Mange var interesserede, men valget faldt til sidst på Roadrunner Records. Åkerfeldt begrundede valget med Roadrunners brede distribution, der ville sikre, at albummet kom ud til alle større forhandlere. Valget af et pladeselskab, der hovedsageligt arbejdede med mere mainstream rock- og metalbands, fik nogle fans til at stemple Opeth som sell-outs, hvilket bandet dog har taget kraftigt afstand fra.
Før albummets udgivelse tog Opeth på en USA-turné sammen med flere andre bands, for at skabe opmærksomhed om albummet.
Ghost Reveries blev endelig udgivet i slutningen af august 2005 og blev godt modtaget. Albummet blev blandt andet nummer 64 på Billboard 200 og er blevet nummer 54 på Guitar Worlds liste over de 100 største guitaralbum nogensinde. Albummet blev desuden nummer 9 i Sverige; en placering der var højere end nogen anden Opethudgivelse hidtil havde opnået.

### Udskiftninger i bandet (2006 – 2007)
I et interview fra januar 2006 udtalte Peter Lindgren, at Martin Lopez' fremtid med bandet var usikker. Lopez forlod officielt Opeth 12. maj samme år på grund af længerevarende sygdom og angstanfald. Martin Axenrot blev efterfølgende valgt som Lopez' permanente afløser. Han havde tidligere spillet med Opeth på fem turnéer.
I juni gæstede Opeth Roskilde Festival, hvor de spillede på Arenascenen. I de efterfølgende måneder optrådte bandet bl.a. på Wacken Open Air, og i september-oktober samme år optrådte de på den amerikanske Gigantour 2006 sammen med Megadeth, Lamb of God og Arch Enemy. Den 9. november samme år optrådte bandet i The Roundhouse, London. Denne koncert blev optaget og blev i 2007 udgivet på livealbummet The Roundhouse Tapes.
17. maj 2007 blev det på den officielle hjemmeside offentliggjort, at Peter Lindgren forlod Opeth. Han skrev blandt andet:
| Citat                                   | Beslutningen har været den sværeste, jeg nogensinde har truffet, men det er den rigtige på dette tidspunkt i mit liv. [...] Jeg føler, at jeg simpelthen har mistet noget af den entusiasme og inspiration, som er nødvendig for at kunne være med i et band, som er vokset fra nogle få fyre, der spiller den musik, vi elsker, og til en verdensomspændende industri. | Citat |
| Peter Lindgren om sin afsked med Opeth. | |       |

Efter Lindgren forlod bandet, afløste Fredrik Åkesson fra det melodiske dødsmetal-band Arch Enemy ham som ny guitarist. Åkerfeldt forklarede følgende om udskiftningen:
| Citat                                | Fredrik var det eneste navn, jeg kom til at tænke på som erstatning for Peter. Efter min mening er han en af de tre bedste guitarspillere i Sverige. Vi kommer fint ud af det sammen, og vi har kendt hinanden i måske fire år, og han har allerede erfaringen til at klare den cirkusagtige livsstil, vi har som Opethmedlemmer. | Citat |
| Mikael Åkerfeldt om Fredrik Åkesson. | |       |

### Watershed(2008 – nu)
Efter næsten 200 optrædener i forbindelse med udgivelsen af Ghost Reveries vendte Opeth i november 2007 tilbage til Fascination Street Studios med Åkerfeldt som producer. I januar 2008 havde Opeth optaget 13 sange – herunder 3 coversange. Det færdige album, der fik navnet Watershed, blev udgivet 3. juni 2008. Åkerfeldt har beskrevet sangene på albummet som "en smule mere energiske". Som ved de forrige udgivelser, turnerede bandet for at promovere albummet og spillede i den forbindelse blandt andet med Arch Enemy på en turné i England såvel som til Wacken Open Air, som bandet tidligere havde gæstet i 2001 og 2006. Albummet toppede de finske hitlister ugen efter dets udgivelse.
Opeth er på nuværende tidspunkt i gang med endnu en verdensturné. På denne har enkelte koncerter været aflyst, da Åkerfeldt fik skoldkopper, og bandet spillede således ikke på de ellers planlagte Hovefestivalen og Metaltown, men blev i stedet erstattet af Satyricon. Fra september til oktober turnerede bandet i Nordamerika med støtte fra High on Fire, Baroness og Nachtmystium. De vendte herefter tilbage til Europa og var i november hovednavn på Aalborg Metal Festival. De har siden turneret med Cynic og The Ocean Collective.

## Musikalsk stil og indflydelser
Med sin position som Opeths hovedsangskriver dominerer sanger og guitarist Mikael Åkerfeldt bandets lyd. Selvom han ikke var med til at grundlægge bandet, er han det eneste medlem, der har optrådt på hver eneste udgivelse. Åkerfeldt lod sig som ung inspirere af heavy metal-bands som Slayer, Death, Black Sabbath, Celtic Frost, King Diamond og Morbid Angel. Siden hen blev han opmærksom på progressiv rock og folkemusik; genrer der begge havde indflydelse på, hvordan bandets musik har lydt i tidens løb. Bandet er blevet kendt for at blande typiske heavy metal-elementer med passager, som er foruden disse, samt for at indblande elementer, der ellers er karakteristiske for progressiv metal og progressiv rock. Musikanmelderen Ed Rivadavia fra Allmusic skrev i sin anmeldelse af Blackwater Park, at "sangene starter og slutter på tilsyneladende tilfældig vis, og de krydser omfattende musikalsk terræn med akustisk guitar, passager med solopiano, atmosfæriske lydmiljøer, stenerrockrytmer, orientalsklydende melodier – alt sammen underlagt dødsmetallens vilde tegnsætning til alle tider." Åkerfeldt har selv kommenteret på mangfoldigheden i Opeths musik:
| Citat                             | Jeg kan ikke se pointen i at spille i et band og blot gå i en retning, når du kan gøre alt. Det ville være umuligt for os bare at spille dødsmetal; det er vores rødder, men vi er nu i et miskmask af alt, og vi er ikke purister inden for én form for musik. Det er umuligt for os at gøre det, og ærligt talt ville jeg finde det kedeligt at spille i et band, som bare spiller metalmusik. Vi er ikke bange for at eksperimentere eller at blive taget med bukserne nede, så at sige. Det er hvad, der holder os kørende. | Citat |
| Mikael Åkerfeldt om Opeths musik. | |       |

Opeths tidligere værker gjorde ofte brug af harmonisk samspil med to guitarer, men det er blevet udfaset på senere udgivelser. "Jeg blev træt af det, det med guitarharmoni", udtalte Åkerfeldt. "Det løb løbsk i midten af 90'erne. Alle bands gjorde det." Åkerfeldt har desuden bemærket, at sangen "Face of Melinda" fra bandets fjerde udgivelse var den første sang med rimende tekst. Størstedelen af gruppens sange er omkring 10 minutter lange, hvilket blev kritiseret af anmelderen Aaron Burgess fra Alternativ Press: "Du kan ikke være en almindelig Opethfan. Det kræver nok af lytteren at vænne sig til sangenes længder."
Sangteknisk skifter Åkerfeldt mellem dødsmetalgrowl i musikkens mere metalinspirerede afsnit og ren vokal i passager med akustisk guitar (med enkelte undtagelser, hvor den rene sang akkompagneres af hårdere metal). Hvorimens growl var det dominerende på bandets første udgivelser, har bandet siden hen i højere grad indarbejdet ren vokal, og udgivelsen Damnation fra 2003 indeholder kun ren sang. Rivadavia gjorde i sin anmeldelse den bemærkning, at "Åkerfeldts vokal spænder over spektret fra indvolderystende grynt til melodier af kuldegysende skønhed – afhængigt af stemningen i hvert sangafsnit."
Bandets sangtekster omhandler ofte et dystert syn på livet med temaer som forhold, der mislykkedes, naturen, død og depression. Enkelte af bandets udgivelser gør brug af et konsistent tema eller koncept i hele deres længde; herunder My Arms, Your Hearse, hvor sangene tilsammen udgør ét stykke om en person, som dør og som spøgelse med sit sind i kaos følger sin tidligere elskede. I samme stil er den følgende udgivelse Still Life, der er én lang fortælling om en person, der blev bandlyst fra sit samfund for at være et "ugudeligt misforster", og som efter 15 år vender tilbage efter sin elskede Melinda, som han havde måttet forlade.

## Tidslinje for bandmedlemmer
Bandet har i sin tyve år lange historie haft en række forskellige musikere, og alene i tiden op til udgivelsen af debutalbummet Orchid havde bandet haft fire forskellige bassister og fire forskellige guitarister. Herefter har gruppens opstilling været mere stabil med kun få udskiftninger; senest ved udskiftningen af keyboardisten Per Wiberg med Joakim Svalberg. Det eneste medlem, der har været med siden bandets første dage i 1990 og optrådt på hver af bandets udgivelser er vokalist og guitarist Mikael Åkerfeldt, som ligeledes fungerer som bandets frontperson og skriver størstedelen af bandets musik. Det følgende er en tidslinje over bandets medlemmer fra dets dannelse til 2012, som viser de udskiftninger, der har fundet sted; de lodrette streger angiver tidspunkterne for bandets pladeudgivelser. Detaljerne om de enkelte udskiftninger er beskrevet i biografiafsnittet ovenfor.

## Diskografi
| - Orchid (1995) - Morningrise (1996) - My Arms, Your Hearse (1998) - Still Life (1999) - Blackwater Park (2001) - Deliverance (2002) - Damnation (2003) - Ghost Reveries (2005) - Watershed (2008) - Heritage (2011) - Pale Communion (2014) - Sorceress (2016) - In Cauda Venenum (2019) - The Last Will and Testament (2024) - Lamentations (2003) - The Roundhouse Tapes (2007) - In Live Concert at the Royal Albert Hall (2010) - Garden of the Titans: Live at Red Rocks Amphitheater (2018) - Opeth Box Set (2006) - The Candlelight Years (2008) - "Harvest" (2001) - "The Drapery Falls" (2001) - "Still Day Beneath the Sun" (2002) - "Windowpane" (2003) - "In My Time of Need" (2003) - "The Grand Conjuration" (2005) - "Ghost of Perdition" (2006) - "Soldier of Fortune" (2006) - "Porcelain Heart" (2008) - "Mellotron Heart" (2008) - "Burden" (2008) - "The Throat of Winter" (2011) - "The Devil's Orchard" (2011) - "Cusp of Eternity" (2014) - "Sorceress" Sorceress (2016) - "Will O the Wisp" (2016) - "The Wilde Flowers" (2016) - "Era" (2016) - "Hjärtat vet vad handen gör" / "Heart in Hand" (2019) - "Svekets prins" / "Dignity" (2019) - "Cirkelns riktning" (2019) |